# Chiesa della Beata Vergine Maria del Carmelo
La chiesa Beata Vergine Maria del Carmelo, dedicata alla Beata Vergine Maria del Monte Carmelo, con l'annesso convento, rappresenta uno dei maggiori complessi monastici della città di Nardò, in provincia di Lecce.

## Descrizione
Il documento più antico che attesta l'esistenza della chiesa, dedicata inizialmente all'Annunziata, è datato 1460 ed è rappresentato dalla Visita Pastorale di Monsignor Ludovico De Pennis. L'edificio subì varie fasi di ristrutturazione fino al raggiungimento dell'aspetto attuale. Particolarmente determinanti quella del 1532, in seguito all'assedio della città durante l'occupazione francese della Penisola Salentina, e quella succedutasi al terremoto del 1743, che causò gravi danni soprattutto alle volte e ai paramenti interni dell'edificio.
La facciata principale presenta motivi del periodo romanico. Nell'ordine inferiore due pronunciate paraste accolgono le nicchie con le statue rappresentanti l'Angelo nunziante e la Vergine Annunziata, rimando esplicito alla prima intitolazione della chiesa, e il portale d'ingresso affiancato da due leoni in atteggiamento feroce; nella parte centrale un archivolto decorato accoglie un protiro con timpano triangolare, al cui interno si trova un rilievo rappresentante l'Eterno Padre, circondato da testine d'angelo. Nell'ordine superiore tra due paraste lisce, che sorreggono un architrave decorato con motivi a triglifi, si apre un'ampia finestra a cornice mistilinea. Al periodo cinquecentesco risalgono i motivi ad archetti pensili con peduccio decorato che cingono il prospetto principale e laterale.
Accanto alla porta d'ingresso laterale si notano i resti di un affresco riproducente Sant'Eligio, mentre sul lato posteriore, a sinistra della fabbrica, si erge il campanile, articolato su tre livelli. 
L'interno, completamente decorato con stucchi barocchi, si sviluppa longitudinalmente, ritmato da sei arcate su pilastri e concluso da un vano presbiteriale quadrangolare che accoglie il coro. Nella navata maggiore la decorazione del controsoffitto è costituita da stucchi modanati che, nei riquadri centrali, ospitano tele raffiguranti santi dell'Ordine della Beata Vergine del Monte Carmelo. Altre tele polilobate campeggiano nella partitura delle arcate e sull'arco trionfale. Le due navate laterali accolgono gli altari. Tra questi il più antico è quello della Trinità che, pur con modifiche successive, conserva ancora l'originario stile manierista. Gli altri altari sono dedicati alla Madonna del Carmine, a Sant'Eligio (con tela del neretino Donato Antonio D'Orlando), al Crocifisso (con scultura lignea), all'Addolorata (con dipinto della Pietà del copertinese Gianserio Strafella), a Santa Caterina d'Alessandria, al Sacro Cuore e all'Annunciazione.
Un intervento di restauro su base di progetto dell'Architetto Giovanni Fasiello, Architetto Antonio Zunno, Architetto Maria Manieri ha consentito di eliminare la voltina in latero cemento degli anni cinquanta e riproporre la copertura a falda originaria.

## Storia
Questa parrocchia è stata soppressa nel 2012, per formare un'unica comunità parrocchiale della Parrocchia Maria SS: Assunta con sede nella Basilica Cattedrale in Nardò.